# دهستان سرآسیاب فرسنگی
الگو:جعبه اطلاعات ایران
سرآسیاب فرسنگی، از محله‌های قدیمی بخش مرکزی شهرستان کرمان در استان کرمان است.
سرآسیاب محله ای در شرق شهر کرمان می باشد که از شمال به کوههای صاحب الزمان، از غرب به بیرم آباد، از جنوب به جاده ماهان و از شرق به مرکز آموزشی ۰۵ ارتش و روستای حسین آباد محدود است.

## هیئت‌های مذهبی سرآسیاب
محله سرآسیاب دارای چند هیئت مذهبی است که هیئت محبان قائم و هیئت محمدیه مسجد جامع جزو بزرگترین هیئت های این محله میباشند.

## جمعیت
این محله دارای جمعیتی معادل ۲۱۴۳۱ نفر که ۱۲۸۸۵ نفر مرد و ۸۵۴۶ نفر زن می‌باشد.